# Black Taboo
Black Taboo est un groupe de hip-hop et collectif de production vidéo canadien, originaire de Québec, au Québec. Parmi les chansons les plus populaires du groupe, on retrouve God Bless the Topless, Black Tab Boom, Une plotte c't'une plotte ainsi que des collaborations telles que Tu reconnais nos gangs et Québec dort avec les collègues de Taktika.

## Biographie
Black Taboo est originaire d'Orsainville, un quartier au nord de Charlesbourg, à Québec. À leurs premières apparitions les chansons et vidéoclips du groupe sont édités sur cassette vidéo et répandues dans la scène hip-hop underground québécoise.
Le 13 juin 2006, en pleine promotion de leur tout premier DVD That Shit, That's All!, l'un des membres, Richard « PC » Mangemarais, tente de défendre la vision du groupe à l'émission de Denis Lévesque, mais la sexologue présente lors de l'entrevue ne lui a pas laissé la chance de s'expliquer. Le 7 février 2007, les membres de Black Taboo répliquèrent à la critique médiatique en sortant leur deuxième album Crosse-toé ça rend sourd.
Le 19 mai 2011, le groupe lance son premier film au IMAX des Galeries de Québec intitulé Satanic Slaves - L'émancipation de Steeve Lessard. La même année, le groupe publie son nouvel album, Gold Tits City.

## Style musical et influences
Le groupe parodie le mouvement gangsta rap, dont les paroles à caractère explicite réussissent à semer la controverse au Québec. Les thèmes promus sont le sexe, la drogue et la criminalité. Effectivement, les membres déclarent eux-mêmes produire leur musique simplement pour leur propre plaisir et de plus en plus dans le but de faire parler. Ceci semble fonctionner puisque cette formation est à la tête de plusieurs controverses qui ont hautement stimulé leur succès.
Par exemple, Enwoye la féministe vient icitte m'a te percer, ces paroles très sexistes qui font partie du succès de Black Taboo ont pourtant existé longtemps sans résonner au-delà de l'underground québécois. Ce ne fut que plusieurs années plus tard que la Présidente de l'Association des féministes du Québec envoya une lettre ouverte à La Presse contre les membres de BT pour leur propos haineux envers les femmes. Cette polémique attira l'attention de Pierre Maisonneuve qui contacta un des membres, Charles «Vice» Bureau, lors de sa ligne ouverte du midi à la Première Chaîne pour le questionner sur quelques-unes de leur productions. Quoique les membres fussent indignés que Radio-Canada passe leur musique au grand public sur l'heure du midi, c'est tout de même cette récente controverse qui leur permit de se faire un nom à l'extérieur de la scène underground de Québec et de sortir leur premier album intitulé Au nom du pad et du vice en novembre 2003.

## Discographie
- 2002 : Stash ton yaw
- 2003 : Au nom du pad et du vice
- 2007 : Crosse-toé ça rend sourd
- 2011 : Gold Tits City
- 2011 : Orsainville
- 2013 : Crosse-toé ça rend sourd Deluxe
- 2018 : Les glands succès
- 2021 : Instru Mental
- 2021 : Chaud en Show
- 2022 : Restants de Tab

## Filmographie
- Au nom du pad et du vice (2003), compilation de vidéos
- Skate Story (2004), court-métrage coprésenté avec ULC
- That shit that's all! (2006), compilation de vidéos
- Satanics Slaves : L'émancipation de Steve Lessard (2011), long métrage